# Ćele
Ćele (cyr. Ћеле) – wieś w Bośni i Hercegowinie, w Republice Serbskiej, w gminie Novi Grad. W 2013 roku liczyła 165 mieszkańców.